# Kościół Przemienienia Pańskiego w Świętobrości
Kościół Przemienienia Pańskiego w Świętobrości – katolicki kościół w Świętobrości na Litwie w rejonie kiejdańskim.
Drewniany kościół, na planie prostokąta, zbudowano w 1744 z fundacji Ignacego Zawiszy. W 1880 kościół przebudowano, dobudowując murowane skrzydła boczne, przez co plan świątyni zmienił się na krzyż, z trójboczną absydą. Na przednim końcu dachu znajduje się niewielka czworoboczna wieża. Kościół remontowano w 1929.
We wnętrzu kościoła znajdują się, między innymi, XIX wieczny obraz "Św. Barbara" oraz kopia obrazu Matki Boskiej Ostrobramskiej.
Obok kościoła zbudowano, w 1873, czworoboczną, dwukondygnacyjną, drewnianą dzwonnicę. Dwa dzwony zostały w 1915 zdjęte przez Rosjan i wywiezione.

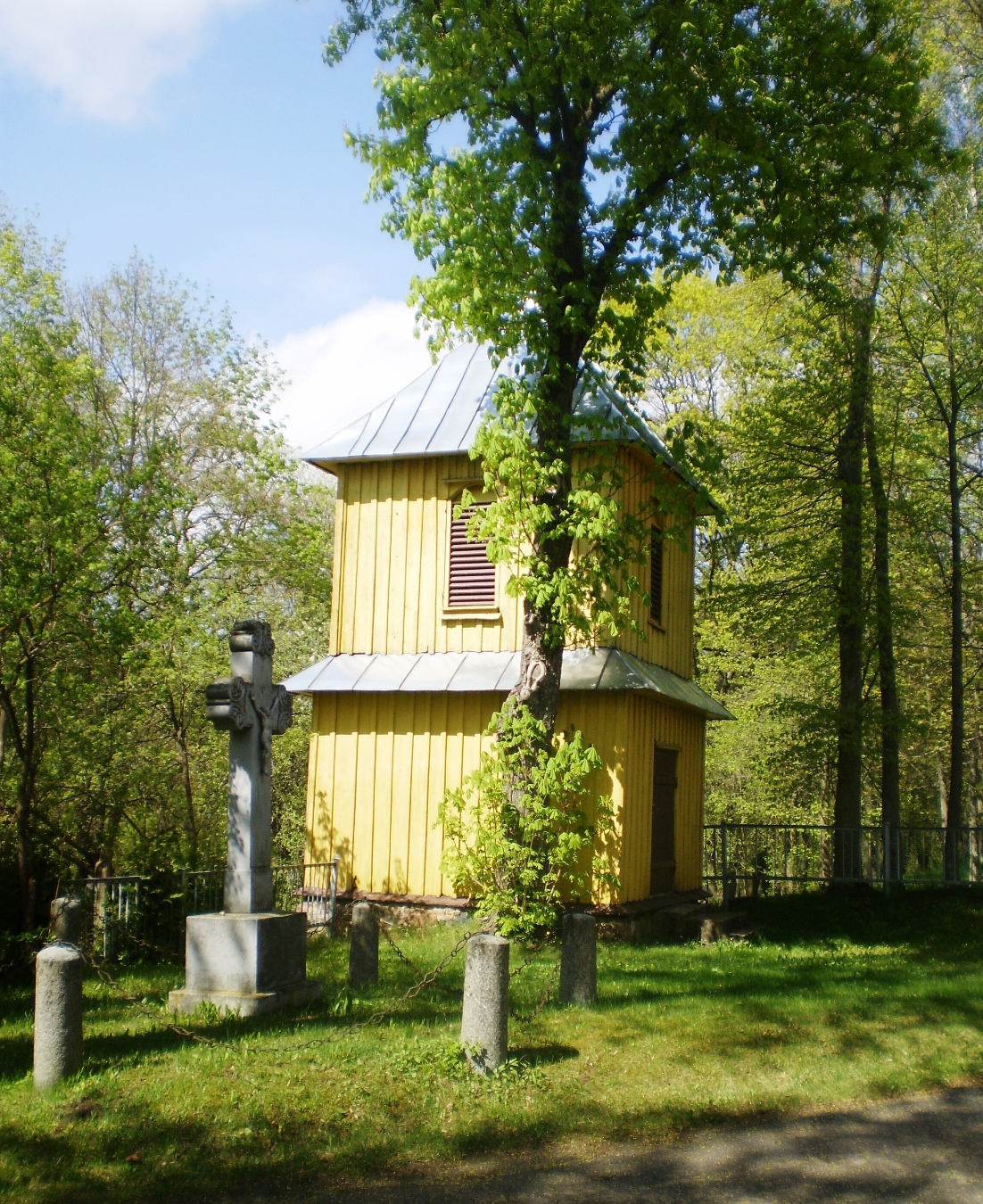
Dzwonnica